# アスファルトルーフィング
アスファルトルーフィング（英語：asphalt roofing、tar paper）は、板紙にアスファルトをしみこませた建築用の防水材料。主にビルの屋上や家屋の屋根、壁に敷いて、雨水が屋内に進入するのを防ぐために用いる。

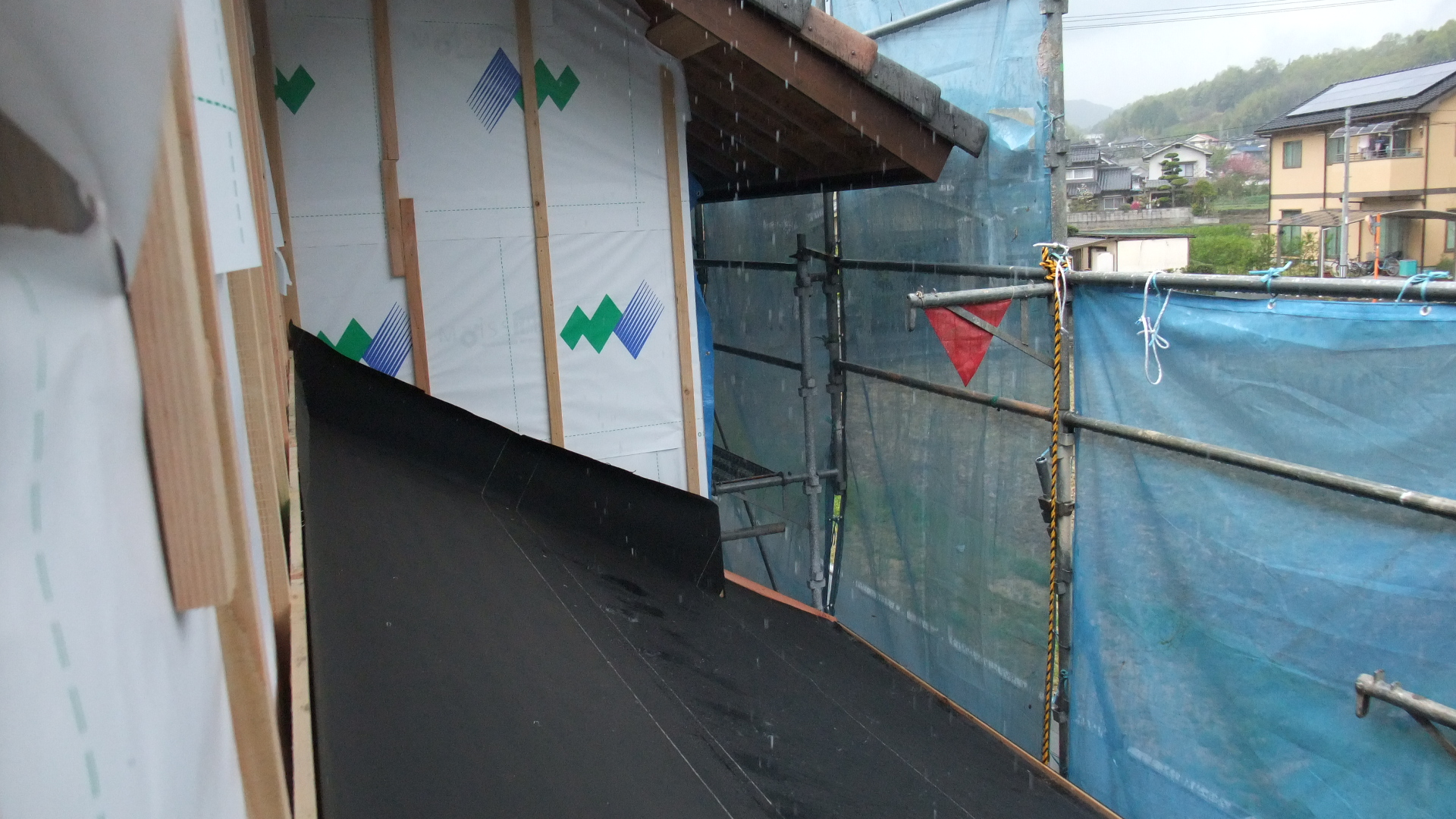
降雨に防水性を発揮するアスファルトルーフィング（建設中の降雨時に撮影)

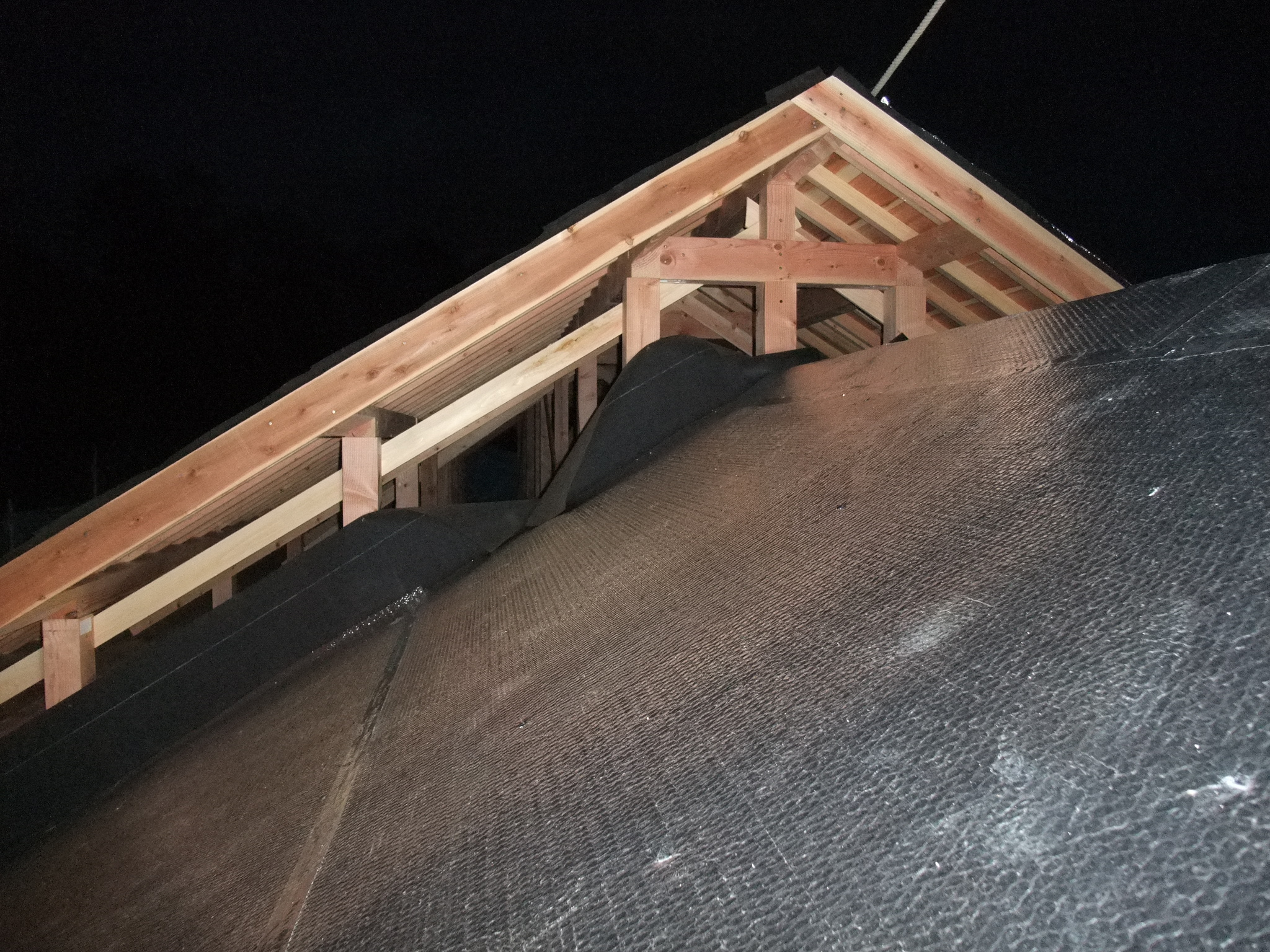
手前の銀色部分は遮熱シートで、奥の黒い部分がアスファルトルーフィング

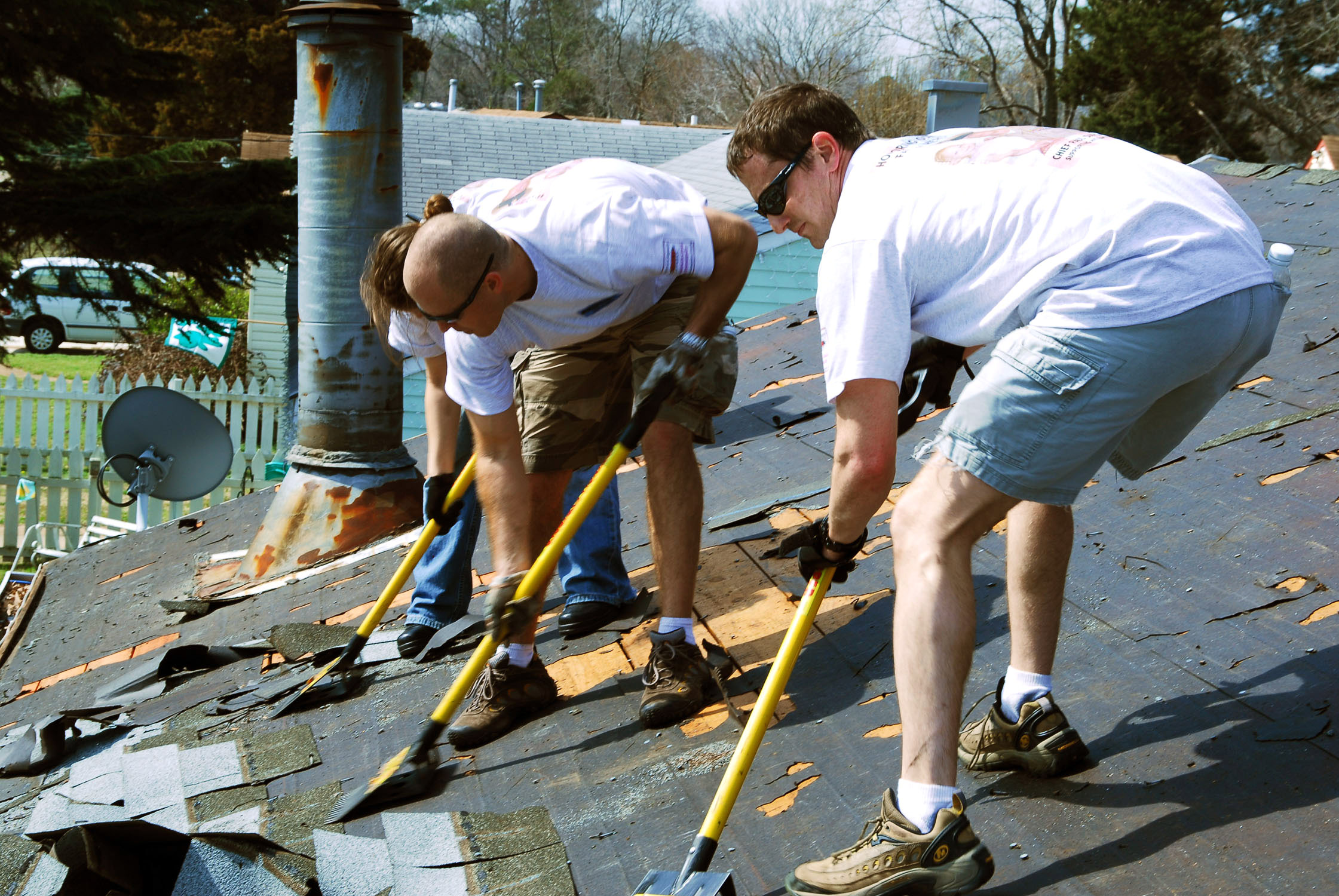
ルーフィングシャベルと呼ばれる道具で屋根のアスファルトルーフィングをはがす人（アメリカ合衆国）

## 概要
日本工業規格では以下の種類が定められている。
- アスファルトルーフィングフェルト (JIS A 6005)
  - アスファルトフェルト
  - アスファルトルーフィング
  - 砂付ルーフィング
- 網状アスファルトルーフィング (JIS A 6012)
  - 合成繊維ルーフィング
  - 綿ルーフィング
  - 麻ルーフィング
- 改質アスファルトルーフィングシート (JIS A 6013)
  - 補強タイプ
  - 無補強タイプ
- ストレッチアスファルトルーフィングフェルト (JIS A 6022)
  - ストレッチルーフィング
  - 砂付ストレッチルーフィング
- あなあきアスファルトルーフィングフェルト (JIS A 6023)
  - あなあきルーフィング
  - 砂付あなあきルーフィング

基材の種類（フェルト、板紙など）によって、また表面に砂や細かい雲母を塗布して、互いに張り付いてしまわないようにしたものを狭義には区別するが、広義で、これらの総称としてアスファルトルーフィングと呼ぶこともある。改質アスファルトルーフィングは、塗布する材料の品質を改良して劣化やべたつきを減らしたり、これを既存のアスファルトの上に層状に塗り重ねたりしたものである。
ロール状に長い製品と、シート状にカットした製品がある。
基材を板紙としたものは貿易統計など、紙製品に分類される場合がある。アスファルトルーフィングに加工するための基材の板紙をルーフィング原紙と呼ぶ。

## 用途
ビルの屋上や家屋の屋根に敷いて、防水材とする。日本の民間家屋においては、大正時代に一般化し始め、1923年の関東大震災の復興建築を機に、広く利用されるようになった。
屋根に使う場合は、上に瓦やスレートなどを敷くことが多い。また、アスファルトルーフィングの上に、アルミを蒸着した遮熱シートを敷いて屋根からの輻射熱を軽減するように施工されることも多い。
アメリカの格安住宅などでは、野地板の上に張って屋根表面に剥き出しにすることもある。台湾蘭嶼の「地下屋」と呼ばれる木造民家のように、野地板も用いず、アスファルトルーフィング自身を竹の梁に留めて屋根として使う特殊な例もある。